# Matías Palavecino
Matías Tomás Palavecino (Rosario, Provincia de Santa Fe, Argentina; 23 de mayo de 1998) es un futbolista argentino que juega como mediocampista. Actualmente milita en Coquimbo Unido de la Primera División de Chile.

## Trayectoria
Comenzó su carrera en las filas de Rosario Central, siendo ascendido al primer equipo por el técnico Paulo Ferrari durante la temporada 2019-20. Debutpo profesionalmente el 26 de febrero de 2019 en el partido válido por la Copa Argentina 2018-19 ante Sol de Mayo del Torneo Federal A, jugando 84 minutos en la derrota del conjunto canalla mediante lanzamientos penales. Dos semanas después, el 13 de marzo, debutó por Copa Libertadores ante Universidad Católica. En julio de 2019, fue transferido al ASIL Lysi de la Segunda División chiprota.
Luego de 14 partidos y 2 goles, en septiembre de 2020 regresó a su país natal para defender los colores de Gimnasia y Esgrima de Jujuy de la Primera B Nacional. En febrero de 2021, firma como nuevo jugador de Patronato de la Primera División argentina hasta fin de temporada. En enero de 2022, se anuncia su regreso al lobo jujeño.
El 9 de diciembre de 2022 es anunciado como nuevo jugador de Coquimbo Unido. En septiembre de 2023, es anunciada su cesión a Belgrano de Córdoba de la Primera división argentina.

## Estadísticas

### Clubes
Actualizado hasta su último partido disputado el 2 de julio de 2025.
| Club                             | Div.          | Temporada     | Liga  | Liga  | Liga   | Copas nacionales | Copas nacionales | Copas nacionales | Torneos internacionales | Torneos internacionales | Torneos internacionales | Total | Total | Total  |
| Club                             | Div.          | Temporada     | Part. | Goles | Asist. | Part.            | Goles            | Asist.           | Part.                   | Goles                   | Asist.                  | Part. | Goles | Asist. |
| -------------------------------- | ------------- | ------------- | ----- | ----- | ------ | ---------------- | ---------------- | ---------------- | ----------------------- | ----------------------- | ----------------------- | ----- | ----- | ------ |
| C. A. Rosario Central Argentina  | 1.ª           | 2018-19       | —     | —     | —      | 1                | 0                | 0                | 1                       | 0                       | 0                       | 2     | 0     | 0      |
| C. A. Rosario Central Argentina  | Total club    | Total club    | 0     | 0     | 0      | 1                | 0                | 0                | 1                       | 0                       | 0                       | 2     | 0     | 0      |
| ASIL Lysi Chipre                 | 2.ª           | 2019-20       | 14    | 2     | 1      | —                | —                | —                | —                       | —                       | —                       | 14    | 2     | 1      |
| ASIL Lysi Chipre                 | Total club    | Total club    | 14    | 2     | 1      | 0                | 0                | 0                | 0                       | 0                       | 0                       | 14    | 2     | 1      |
| Gimnasia y Esgrima (J) Argentina | 2.ª           | 2020          | 5     | 1     | 0      | —                | —                | —                | —                       | —                       | —                       | 5     | 1     | 0      |
| Gimnasia y Esgrima (J) Argentina | 2.ª           | 2022          | 35    | 7     | 3      | 3                | 0                | 0                | —                       | —                       | —                       | 38    | 7     | 3      |
| Gimnasia y Esgrima (J) Argentina | Total club    | Total club    | 40    | 8     | 3      | 3                | 0                | 0                | 0                       | 0                       | 0                       | 43    | 8     | 3      |
| C. A. Patronato Argentina        | 1.ª           | 2020          | —     | —     | —      | 2                | 0                | 0                | —                       | —                       | —                       | 2     | 0     | 0      |
| C. A. Patronato Argentina        | 1.ª           | 2021          | 9     | 0     | 1      | 6                | 0                | 1                | —                       | —                       | —                       | 15    | 0     | 2      |
| C. A. Patronato Argentina        | Total club    | Total club    | 9     | 0     | 1      | 8                | 0                | 1                | 0                       | 0                       | 0                       | 17    | 0     | 2      |
| Coquimbo Unido · Chile           | 1.ª           | 2023          | 18    | 1     | 1      | 3                | 2                | 0                | —                       | —                       | —                       | 20    | 3     | 1      |
| Coquimbo Unido · Chile           | 1.ª           | 2025          | 15    | 2     | 5      | 8                | 3                | 5                | —                       | —                       | —                       | 23    | 5     | 10     |
| Coquimbo Unido · Chile           | Total club    | Total club    | 33    | 3     | 6      | 11               | 5                | 5                | 0                       | 0                       | 0                       | 43    | 8     | 11     |
| C. A. Belgrano Argentina         | 1.ª           | 2023          | —     | —     | —      | 5                | 0                | 0                | —                       | —                       | —                       | 5     | 0     | 0      |
| C. A. Belgrano Argentina         | 1.ª           | 2024          | —     | —     | —      | 2                | 0                | 0                | 1                       | 0                       | 0                       | 3     | 0     | 0      |
| C. A. Belgrano Argentina         | Total club    | Total club    | 0     | 0     | 0      | 7                | 0                | 0                | 1                       | 0                       | 0                       | 8     | 0     | 0      |
| Total carrera                    | Total carrera | Total carrera | 96    | 13    | 11     | 30               | 5                | 6                | 2                       | 0                       | 0                       | 128   | 18    | 17     |
| 1. 2. 3.                         |               |               |       |       |        |                  |                  |                  |                         |                         |                         |       |       |        |